# Ferdinand Ludwig Christian von Schönberg
Ferdinand Ludwig Christian von Schönberg (* 11. November 1750 in Oberreinsberg; † 3. Juli 1829 in Herzogswalde) war ein kursächsischer Amtshauptmann und Rittergutsbesitzer.

## Leben
Er stammte aus dem meißnischen Adelsgeschlecht von Schönberg und war der Sohn des Majors Christian Ferdinand von Schönberg (1720–1756) auf Oberreinsberg im Kurfürstentum Sachsen und dessen Ehefrau Sophia Amalia von Kreutzen. Im Gegensatz zu anderen Familienangehörigen schlug er die Verwaltungslaufbahn im Dienst der Kurfürsten Friedrich August III. von Sachsen ein, der 1806 zum König von Sachsen ernannt worden ist.
Nach dem Tod des Vaters hatte er dessen Rittergut Oberreinsberg übernommen. In der Zeit der Frühromantik interessierte er sich für den Erwerb der romantisch an der Saale gelegenen Burgruine der Rudelsburg, zu der als Wirtschaftshof das Rittergut Kreipitzsch gehörte. Die Vorfahren seiner Mutter hatten beide Güter über viele Jahrzehnte in Besitz. Allerdings war der letzte männliche Vertreter derer von Kreutzen ohne Lehnserben verstorben, so dass beide Güter in andere Hände, namentlich in die des August Ferdinand Graf von Zech fielen. Aufgrund der unterbliebenen Trennung von Lehns- und Allodialbesitz erreichte Ferdinand Ludwig Christian von Schönberg eine Einigung mit Graf von Brühl, an dem Graf von Zech die Rudelsburg mit dem Rittergut Kreipitzsch 1796 weiterverkauft hatte und wurde so im Jahre 1797 neuer Besitzer dieser an der Saale im Amt Naumburg gelegenen Güter.

## Familie
Ferdinand Ludwig Christian von Schönberg heiratete 1770 Friederika Dorothea Sophia von Tümpling (1754–1820). Einer seiner Söhne war der Erbe, der Kammerherr Franz von Schönberg, ihm wiederum folgte Haubold von Schönberg (1821–1897) auf Rittergut Kreipitzsch mit Rudelsburg.

## Weitere Literatur
- Carl Peter Lepsius: Die Ruinen der Schlösser Rudelsburg u. Saaleck in ihren historischen Beziehungen nach urkundlichen Nachrichten dargestellt. Hrsg. A. Schulz, Creutz (R. Kretschmann), Magdeburg 1854. Digitalisat